# Nagykörű
Nagykörű község Jász-Nagykun-Szolnok vármegyében, a Szolnoki járásban.

## Fekvése
A Tisza mellett fekszik, Szolnoktól mintegy 25 kilométerre északkeletre. Teljes belterülete és közigazgatási területének nagy része is a folyó jobb parti oldalán helyezkedik el, de egyes területrészei [jellemzően holtágak által közrefogott, hajdan úgyszintén jobb parti területek] ma már a Tisza túlpartjára esnek (ami által megközelítésük és hasznosításuk sem könnyű).
A közvetlenül szomszédos települések: északkelet felől Tiszabő, kelet felől Fegyvernek, dél felől Törökszentmiklós, délnyugat felől ez utóbbi városhoz tartozó Óballa (az eddigi négy mind a Tisza túlpartján), nyugat felől Csataszög, északnyugat felől Hunyadfalva, észak-északnyugati irányból pedig Kőtelek.

### Megközelítése
A vízi és kerékpáros túraútvonalakat leszámítva leginkább csak közúton érhető el: a Szolnok-Tiszasüly közt húzódó 3224-es útról Tiszasüly és Hunyadfalva közt nagyjából félúton keletnek letérve, a 3223-as úton, vagy ugyanezen az útvonalon Fegyvernek irányából, a Tiszán kompátkelés beiktatásával. Több buszjárat és a Tisza árvízvédelmi töltésén kialakított kerékpárút is érinti.

## Közélete

### Önkormányzat
1977 és 1988 között Nagykörű, Kőtelek és Tiszasüly közös tanácsot alkotott, melynek székhelye Kőteleken volt. 1989 januárjától szétváltak, ekkor Nagykörű tanácselnökévé Barát Józsefet választották. (Ő 1967 és 1985 között volt már tanácselnöke a falunak, illetve az egyesített tanácsnak.)
| 1990–'94     | 1994–'98     | 1998–'02     | 2002–'06     | 2006–'10     | 2010–'14     | 2014–'19     | 2019–'24   | 2024–         |
| ------------ | ------------ | ------------ | ------------ | ------------ | ------------ | ------------ | ---------- | ------------- |
| Veres Nándor | Veres Nándor | Veres Nándor | Veres Nándor | Veres Nándor | Veres Nándor | Veres Nándor | Túri Tibor | Marsi Szilvia |
|              |              |              |              |              |              |              |            |               |
| NKB          | –            | –            | –            | –            | –            | –            | –          | –             |
|              |              |              |              |              |              |              |            |               |

#### Választások
1990 őszén dr. Veres Nándort választották polgármesterré, a Nagykörű Barátainak Köre nevű szerveződés jelöltjeként.
| Önkormányzati választási alapadatok (1994-2024) | Önkormányzati választási alapadatok (1994-2024) | Önkormányzati választási alapadatok (1994-2024) | Önkormányzati választási alapadatok (1994-2024) | Önkormányzati választási alapadatok (1994-2024) | Önkormányzati választási alapadatok (1994-2024) | Önkormányzati választási alapadatok (1994-2024) | Önkormányzati választási alapadatok (1994-2024) |
| Év                                              | Lakók                                           | Lakók                                           | Polgármesteri tisztség                          | Polgármesteri tisztség                          | Képviselő-testület                              | Képviselő-testület                              |                                                 |
| Év                                              | száma                                           | +/–                                             | jelöltek száma                                  | a hivatalban lévő indult?                       | testület létszáma                               | jelöltek száma                                  |                                                 |
| ----------------------------------------------- | ----------------------------------------------- | ----------------------------------------------- | ----------------------------------------------- | ----------------------------------------------- | ----------------------------------------------- | ----------------------------------------------- | ----------------------------------------------- |
| 1994                                            | 1 878                                           | −392                                            | 3                                               | ✓                                               | 9                                               | 22                                              |                                                 |
| 1998                                            | 1 868                                           | −10                                             | 1                                               | ✓                                               | 9                                               | 23                                              |                                                 |
| 2002                                            | 1 775                                           | −93                                             | 3                                               | ✓                                               | 9                                               | 21                                              |                                                 |
| 2006                                            | 1 734                                           | −41                                             | 2                                               | ✓                                               | 9                                               | 19                                              |                                                 |
| 2010                                            | 1 694                                           | −40                                             | 2                                               | ✓                                               | 6                                               | 14                                              |                                                 |
| 2014                                            | 1 693                                           | −1                                              | 3                                               | ✓                                               | 6                                               | 15                                              |                                                 |
| 2019                                            |                                                 |                                                 |                                                 |                                                 |                                                 |                                                 |                                                 |

| Részvétel az önkormányzati választásokon (1994-2019) | Részvétel az önkormányzati választásokon (1994-2019) | Részvétel az önkormányzati választásokon (1994-2019) | Részvétel az önkormányzati választásokon (1994-2019) | Részvétel az önkormányzati választásokon (1994-2019) | Részvétel az önkormányzati választásokon (1994-2019) | Részvétel az önkormányzati választásokon (1994-2019) |
| Év                                                   | Választó- jogosult                                   | Szavazó                                              | Szavazó                                              | Érvényes szavazat                                    | Érvény- telen                                        |                                                      |
| Év                                                   | Választó- jogosult                                   | fő                                                   | %                                                    | Érvényes szavazat                                    | Érvény- telen                                        |                                                      |
| ---------------------------------------------------- | ---------------------------------------------------- | ---------------------------------------------------- | ---------------------------------------------------- | ---------------------------------------------------- | ---------------------------------------------------- | ---------------------------------------------------- |
| 1994                                                 | 1 461                                                | 907                                                  | 62,1%                                                | 894                                                  | 1,4%                                                 |                                                      |
| 1998                                                 | 1 450                                                | 653                                                  | 45,0%                                                | 617                                                  | 5,5%                                                 |                                                      |
| 2002                                                 | 1 396                                                | 890                                                  | 63,8%                                                | 879                                                  | 1,2%                                                 |                                                      |
| 2006                                                 | 1 401                                                | 767                                                  | 54,7%                                                | 751                                                  | 2,1%                                                 |                                                      |
| 2010                                                 | 1 414                                                | 757                                                  | 53,5%                                                | 752                                                  | 0,7%                                                 |                                                      |
| 2014                                                 | 1 409                                                | 663                                                  | 47,1%                                                | 657                                                  | 0,9%                                                 |                                                      |
| 2019                                                 |                                                      |                                                      |                                                      |                                                      |                                                      |                                                      |

| Év   | Megválasztott polgármester | Megválasztott polgármester | Szavazat | Szavazat             | Szavazat           | Szavazat                      | Előny a 2. előtt (%p) |
| Év   | név                        | szervezet                  | db       | jogosultak arányában | szavazók arányában | érvényes szavazatok arányában | Előny a 2. előtt (%p) |
| ---- | -------------------------- | -------------------------- | -------- | -------------------- | ------------------ | ----------------------------- | --------------------- |
| 1994 | Dr. Veres Nándor           | független                  | 787      | 53,9%                | 86,8%              | 88,0%                         | 81,9                  |
| 1998 | Dr. Veres Nándor           | független                  | 617      | 42,6%                | 94,5%              | 100,0%                        | -                     |
| 2002 | Dr. Veres Nándor           | független                  | 614      | 44,0%                | 69,0%              | 69,9%                         | 43,7                  |
| 2006 | Dr. Veres Nándor           | független                  | 477      | 34,0%                | 62,2%              | 63,5%                         | 27,0                  |
| 2010 | Dr. Veres Nándor           | független                  | 530      | 37,5%                | 70,0%              | 70,5%                         | 41,0                  |
| 2014 | Dr. Veres Nándor           | független                  | 367      | 26,0%                | 55,4%              | 55,9%                         | 38,4                  |
| 2019 | Túri Tibor                 | független                  |          |                      |                    |                               |                       |
| 2024 | Marsi Szilvia              | független                  |          |                      |                    |                               |                       |

## Története
A település nevét onnan kapta, hogy a Tisza szabályozása előtt majdnem teljesen körbefogta a folyó. A folyószabályozás előtt szigetként emelkedett ki a környező árterekből. A falunak, pontosabban a falu monostorának első fennmaradt írásos említése 1212-ből származik. A falu az 1300-as évek elején alakult, a monostorral együtt a Gutkeled nemzetségbeli Lothar bán tulajdonában volt. 1318-ban Károly Róbert a birtokot Kompolty Péternek, a királyné tárnokmesterének adományozta Kürümonostora néven. A török uralmat a település fekvésének köszönhetően sikerrel átvészelte. A hagyomány szerint a török csapatok 1530. július 19-én, Illés napján az ártér mocsarába vesztek. A török kiűzése után a kincstár és egy Enczinger nevű osztrák katonatiszt lett a falu birtokosa.
A falu a 18. században látványos gyarapodásnak indult. 1751-ben telepítette az első szőlőt báró Orczy Lőrinc az ún. Homokra, mely a 19. század második felétől Petrovay György földbirtokos jóvoltából a híres nagykörűi ropogós cseresznye termőhelye lett. Nagykörű „az ország cseresznyéskertje” címmel rendelkezik: itt található Magyarország legnagyobb cseresznyéskertje, több mint 200 hektáron. A nagykörűi cseresznye védett márkanév, 2016 óta a HÍR-védjegy használatára jogosult, 2017-ben nemzeti oltalmat kapott. Szintén 2017-ben a NÉBIH a Petrovay ropogós tájfajtát államilag elismert tájfajtává nyilvánította. 2018-ban kérelmezték a „Nagykörűi ropogós cseresznye” oltalom alatt álló földrajzi jelzés bejegyzését az Európai Unióban.
Korábban Nagykörű része volt Csataszög is, ez a település 1994-ben önálló község lett.

## Népesség
A település népességének változása:
| Lakosok száma | 1624 | 1606 | 1579 | 1590 | 1569 | 1581 | 1559 |
|               | 2013 | 2014 | 2017 | 2021 | 2022 | 2023 | 2024 |

2001-ben a település lakosságának 94%-a magyar, 6%-a cigány nemzetiségűnek vallotta magát.
A 2011-es népszámlálás során a lakosok 95%-a magyarnak, 14,3% cigánynak, 0,5% németnek, 0,4% románnak mondta magát (5% nem nyilatkozott; a kettős identitások miatt a végösszeg nagyobb lehet 100%-nál). A vallási megoszlás a következő volt: római katolikus 45%, református 5,5%, evangélikus 0,8%, felekezeten kívüli 35,1% (12,8% nem nyilatkozott).
2022-ben a lakosság 92,8%-a vallotta magát magyarnak, 7,1% cigánynak, 1% németnek, 0,9% románnak, 0,1-0,1% lengyelnek, horvátnak, örménynek, bolgárnak, ruszinnak és szerbnek, 2,2% egyéb, nem hazai nemzetiségűnek (7,1% nem nyilatkozott; a kettős identitások miatt a végösszeg nagyobb lehet 100%-nál). Vallásuk szerint 33,5% volt római katolikus, 3,8% református, 0,8% evangélikus, 0,4% görög katolikus, 0,1% ortodox, 1,3% egyéb keresztény, 0,5% egyéb katolikus, 23,5% felekezeten kívüli (35,9% nem válaszolt).

## Jelen
A falu lakóinak fő megélhetési forrása a világhírű nagykörűi cseresznye, amit elsősorban exportra termelnek. Ugyanakkor fellendülőben van a falusi turizmus is, sok vendéglátásra szakasodott, régi ház várja az odalátogatókat. Az őslakosok száma egyre csökken, minden negyedik ház mint nyaraló működik. A környék igazi horgászparadicsom.

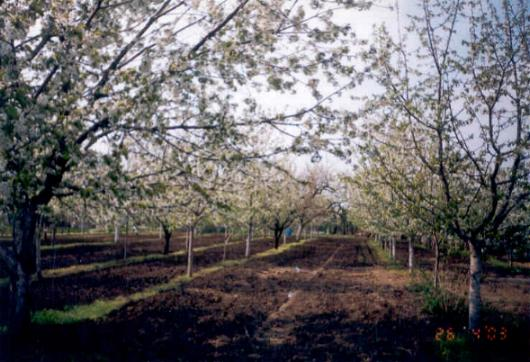
Cseresznyevirágzás

## Nevezetességei
Köztéri szobrok
- Szent-István öröksége szobor
- Tisza-szobor, a 2000. évi árvíz emlékére
- Nepomuki Szent János szobra
- I. világháborús emlékmű
- II. világháborús emlékmű
- Trianon emlékmű / Györfi Sándor alkotása. Épült a világ magyarságának közadakozásából./

Tájház
Módos gazda háza, ajándék a falunak.
Temető
Felújitott zsidó temető
Múzeum
A faluban található a Nagykörűi Fegyver- és Haditengerészeti Gyűjtemény.
Templom
Már 1330-ban állt. Az évszázadok megviselték az épületet, így 1776-ban Haller Sámuel közreműködésével annak újjáépítésébe kezdtek. Az újjáépült templomot, mely egyszerű barokk épület, 1785-ben szentelték fel. Legutóbb 2014-ben újíttatta fel az önkormányzat. A templomkertben található Magyarország legnagyobb, több mint 100 fajtát felsorakoztató cseresznyegyűjteménye, mely génbankként is szolgál.
Tiszavirág
A tiszavirág nevű kérészek rajzása látványos természeti jelenség.
Hagyományok
Az Illés-kő története a török időkig nyúlik vissza. A portyázó csapatok a falut soha nem érték el, hanem belevesztek a mocsárba. Ennek emlékére állították az emlékművet. Az évforduló napját (július 19-ét) a mai napig megünneplik.
Fesztivál
Az első Cseresznyefesztivál fesztivál hagyományteremtő, turisztikai termékfejlesztés céllal került megrendezésre 1991-ben. Egyik alapító tagja a Gasztro-feszt Egyesület. 2006-ban már a 10. Cseresznyefesztivál zajlott le. A fesztiválra változatos, sokrétű programok sorozata jellemző: éppúgy megtalálhatók hagyományőrzők, mint íjászverseny, szalmabáb-készítés, táncbemutatók, ételkészítés (cseresznyéből), képzőművészeti kiállítások. Több éve ad helyet az önkormányzat alkotótábornak, melyre főleg Erdélyből jönnek képzőművészek.
A Nagy Befőzés fesztivál az őszi falusi kiskonyhai hagyományokat ápolja, eleveníti fel, igazi hagyományos vásári hangulatban, kisbíróval, népzenével, tökárveréssel, terményáldással 2009-óta. Szlogenje: „Sütés, főzés, füstölés, savanyítás, préselés”.

## Híres emberek
- Itt született Bodor Márton (1887–1972) géplakatos, országgyűlési képviselő
- Itt született Bodor Miklós (1925–2010) grafikusművész